# Cnesterodon raddai
Cnesterodon raddai es un pez de la familia de los pecílidos en el orden de los ciprinodontiformes.

## Morfología
Los machos pueden alcanzar los 2,3 cm de longitud total.

## Distribución geográfica
Se encuentran en Sudamérica: río Paraná.